# Queta Claver
Enriqueta "Queta" Claver Delás  (Valencia, 24 de junio de 1932-Alcorcón, Madrid, 3 de mayo de 2003) fue una actriz española.

## Biografía

### Teatro
Hija de la actriz Enriqueta Delás, con temprana vocación estudió teatro, declamación y danza en el Conservatorio de Valencia. Muy joven aún se incorpora a la Compañía teatral de Rafael Rivelles, debutando en 1950 sobre las tablas con Un crimen vulgar.
Poco después se especializa en el género de la Revista, del que llega a convertirse en una de las mayores vedettes de España. Debuta como tercera vedette en Madrid con el espectáculo  ¡Cinco minutos nada menos!. Con A vivir del cuento alcanza ya el rango de segunda vedette, alcanzando luego el protagonismo con Ana María (1954) de José Padilla y La chacha, Rodríguez y su padre, de las que llegaron a hacerse más de 1000 representaciones, lo que la convierte en una de las artistas más populares del país. Durante años mantuvo en el género una vinculación artística con el tándem Zori y Santos.
Otros espectáculos en los que intervino fueron El nido ajeno, No lo cuente, por favor,  La vil seducción, El sueño de la razón, No somos ni Romeo ni Julieta (1969), La casa de las chivas (1969), La playa vacía (1970), La noche de los cien pájaros (1972), El sueño de la razón (1975), de Antonio Buero Vallejo, La condecoración (1977),  Memorias de Leticia del Valle (1979), La lozana andaluza (1980), El corto vuelo del gallo (1980), Agnus Dei (1982), Cuplé (1986), Fedra (1990), ¡Sublime decisión! (1991), La noche del sábado (1991), Las de Caín (1993), La comedia de los errores (1994), Cristal de Bohemia (1994), Picospardo's (1995), La camisa (1995), La sopera (1998) y Ocho mujeres (1999).

### Cine
Debuta en el cine en 1960, de la mano de José María Elorrieta, protagonizando la película La bella Mimí. Su trayectoria posterior en la pantalla grande se configura sobre todo sobre papeles secundarios que, sin embargo, le han proporcionado un gran prestigio en el medio, convirtiéndola en una de las más destacadas actrices del panorama español.
En años sucesivos colabora con los grandes cineastas del país, como Luis García Berlanga, Eloy de la Iglesia, Mario Camus, Pedro Olea, Pilar Miró, Fernando Fernán Gómez o Mariano Ozores. Entre sus interpretaciones más memorables figuran La colmena (1982), El pico (1983) o Tiempo de silencio (1986).

### Televisión
Igualmente se ha prodigado con asiduidad en el medio televisivo, tanto en espacios dramáticos de TVE, (Estudio 1 o Novela), como en series entre las que figuran Suspiros de España (1974), Juanita, la Larga (1982), Goya (1982), Clase media (1987),  Compuesta y sin novio (1994), Ada Madrina (1999) o Nada es para siempre (2000). También participó en el espacio dedicado a la Revista, La comedia musical española (1985), de Fernando García de la Vega.

## Enfermedad y muerte
Fue ingresada el 29 de abril de 2003 en el Hospital de Alcorcón (Madrid) a causa de un deterioro en su delicado estado de salud, agravado por el consumo de tabaco; cuatro días después falleció a causa de una dolencia coronaria. Fue incinerada el 6 de mayo de 2003 y sus cenizas fueron esparcidas por el Mediterráneo.